# Edmond Grasset
Pour les articles homonymes, voir Grasset.
Jean Baptiste Edmond Grasset, né le 21 juin 1852 à Boussay et mort à Rome le 15 novembre 1880, est un sculpteur français.

## Biographie

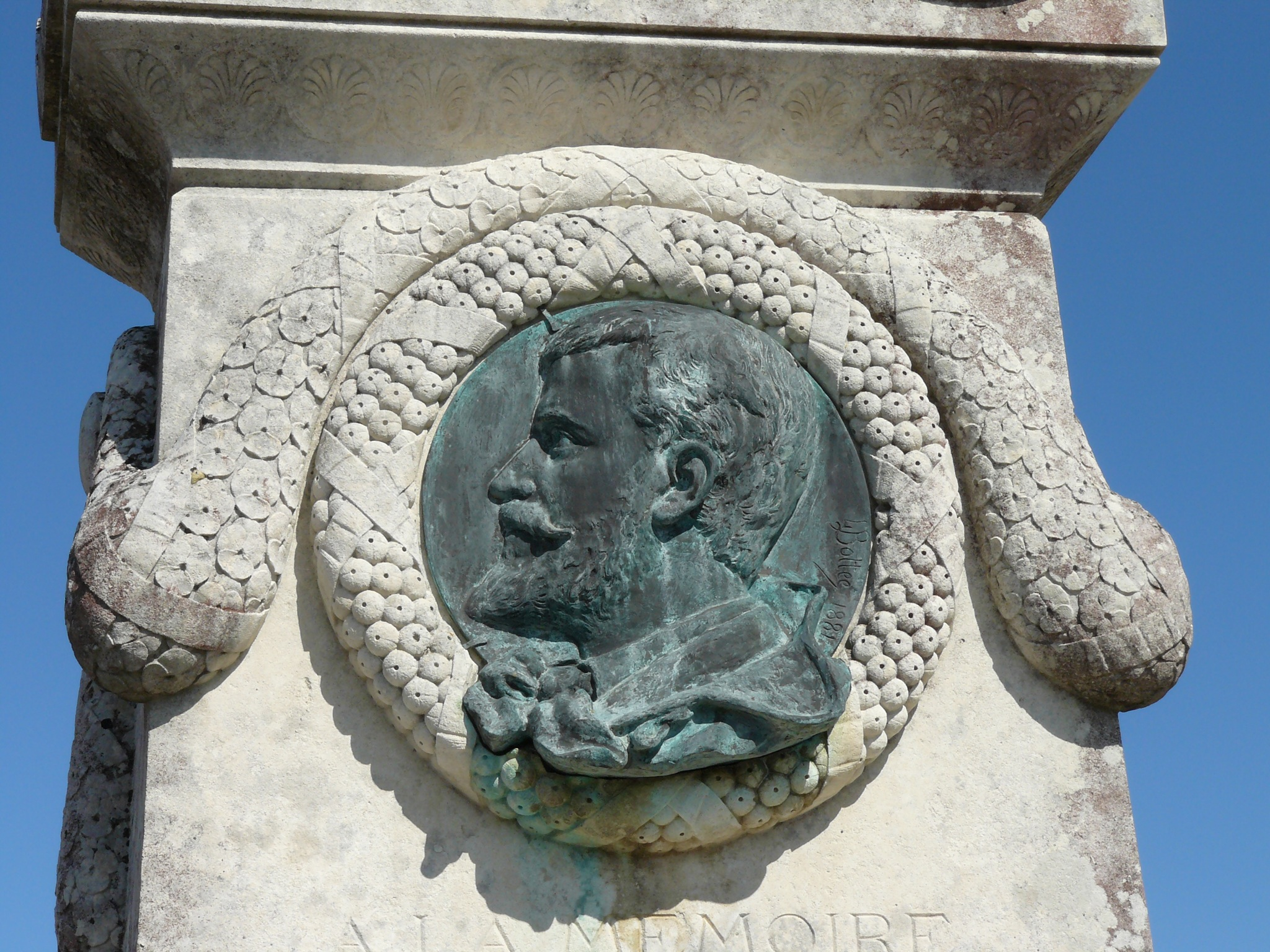
Louis-Alexandre Bottée, Edmond Grasset (1881), médaillon en bronze ornant la sépulture du sculpteur, cimetière de Preuilly-sur-Claise.

Edmond Grasset est né à Boussay en 1852 dans sa famille maternelle (celle de Silvine Joubert), alors que ses parents résidaient d'ordinaire à Preuilly. Son père Jean Grasset (1820-1886), originaire du département de l'Hérault, est un sculpteur et plâtrier installé à Preuilly après son mariage en 1847. L'atelier Grasset œuvre alors dans nombre d'églises de la Touraine méridionale, du Berry et du Poitou.
À Tours, Edmond Grasset aurait été élève à l'école des beaux-arts, sous la direction de Félix Laurent. Grâce à l'aide financière du conseil général d'Indre-et-Loire accordée dès 1872 — obtenue notamment par l'appui du Dr Richard, médecin à Preuilly et membre du conseil général —, aide qui sera confirmée les années suivantes, Edmond Grasset s'installe à Paris et entre à l’École des beaux-arts où il est l’élève d’Auguste Dumont.
Il concourt sans succès au grand prix de Rome en 1877, mais il est récompensé par le premier grand prix de Rome de sculpture en 1878 pour son plâtre de Caton d'Utique, au moment de se donner la mort (Preuilly-sur-Claise).
Son séjour à la villa Médicis à Rome est interrompu par sa mort, le 15 novembre 1880, des suites d’une hémorragie interne. Il est enterré le 9 décembre 1880 à Preuilly-sur-Claise. Pour lui rendre hommage, sa commune de cœur donnera son nom à une rue du centre-bourg.
Son frère, Michel Grasset, est également sculpteur. Il n'aura pas le même succès que son frère et abandonnera ses études en 1884.

## Œuvre

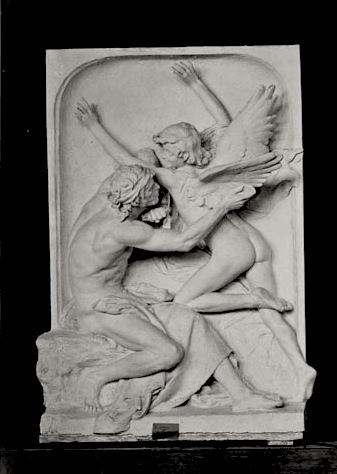
Dédale et Icare (Salon de 1881), bas-relief en plâtre.

Il réalisa quelques études de nu (dessins au fusain) et remporta des prix et médailles au cours de sa formation académique. C'est en tant que sculpteur qu'il est devenu célèbre.
Au Salon de 1875, le sculpteur envoie son groupe en plâtre du Jeune homme jouant avec une tortue. Caton d’Utique, au moment de se donner la mort est la statue en plâtre qui lui valut le prix de Rome de sculpture en 1878. Depuis 2015, cette œuvre est conservée à Preuilly-sur-Claise. Edmond Grasset est également l'auteur en 1877 du bas-relief de La Lyre et la tête d'Orphée trouvée par des pêcheurs.
Son bas-relief Dédale et Icare réalisé à Rome est présenté à titre posthume et hors-concours au Salon de 1881. La critique exprime alors son admiration pour la beauté et l'harmonie de l'ensemble et appelle de ses vœux sa reproduction en marbre. Ce bas relief représentant le mythe d'Icare est évoqué par l'abbé Germain Picardat.
Edmond Grasset réalise également de nombreux bustes de ses contemporains, comme celui du général Ducrot, ainsi que celui d'Élie Besnard du Château, personnalité de Ligueil, de ses soutiens comme le Dr Richard, et celui d'Émile Rabault.
Son envoi de la villa Médicis de L'Enfant à l'oie, copie en marbre d'après sculpture antique de Boéthos de Chalcédoine, est une interprétation maladroite qui lui vaudra un jugement sévère de ses professeurs de l'académie des Beaux-Arts.
Il aurait exécuté à la fin des années 1860 des sculptures en bas-relief pour le maître-autel situé dans le chœur de l'église abbatiale de Preuilly-sur-Claise. Le maître-autel a depuis été déposé, seule la partie inférieure (le devant d'autel) subsiste dans le chœur de l'édifice. Les quatre gros chapiteaux du rond-point du chœur de l'abbatiale Saint-Pierre, exécutés en 1874, sont aussi de l'entreprise Grasset.
En Touraine, l'atelier Grasset a également réalisé l'autel de la chapelle Notre-Dame-des-Anges à Ligueil en 1871 et celui de la chapelle nord de l'église de Ferrière-Larçon.
On attribue également à l'atelier Grasset l'autel de l'église paroissiale Saint-Pierre-Saint-Paul de Bussy. Le maître-autel de style néo-gothique, sculpté en ronde-bosse, représente le Christ remettant les clés à saint Pierre, les quatre évangélistes (statues) et le Bon Pasteur (sur la porte du tabernacle).

Œuvres d'Edmond Grasset
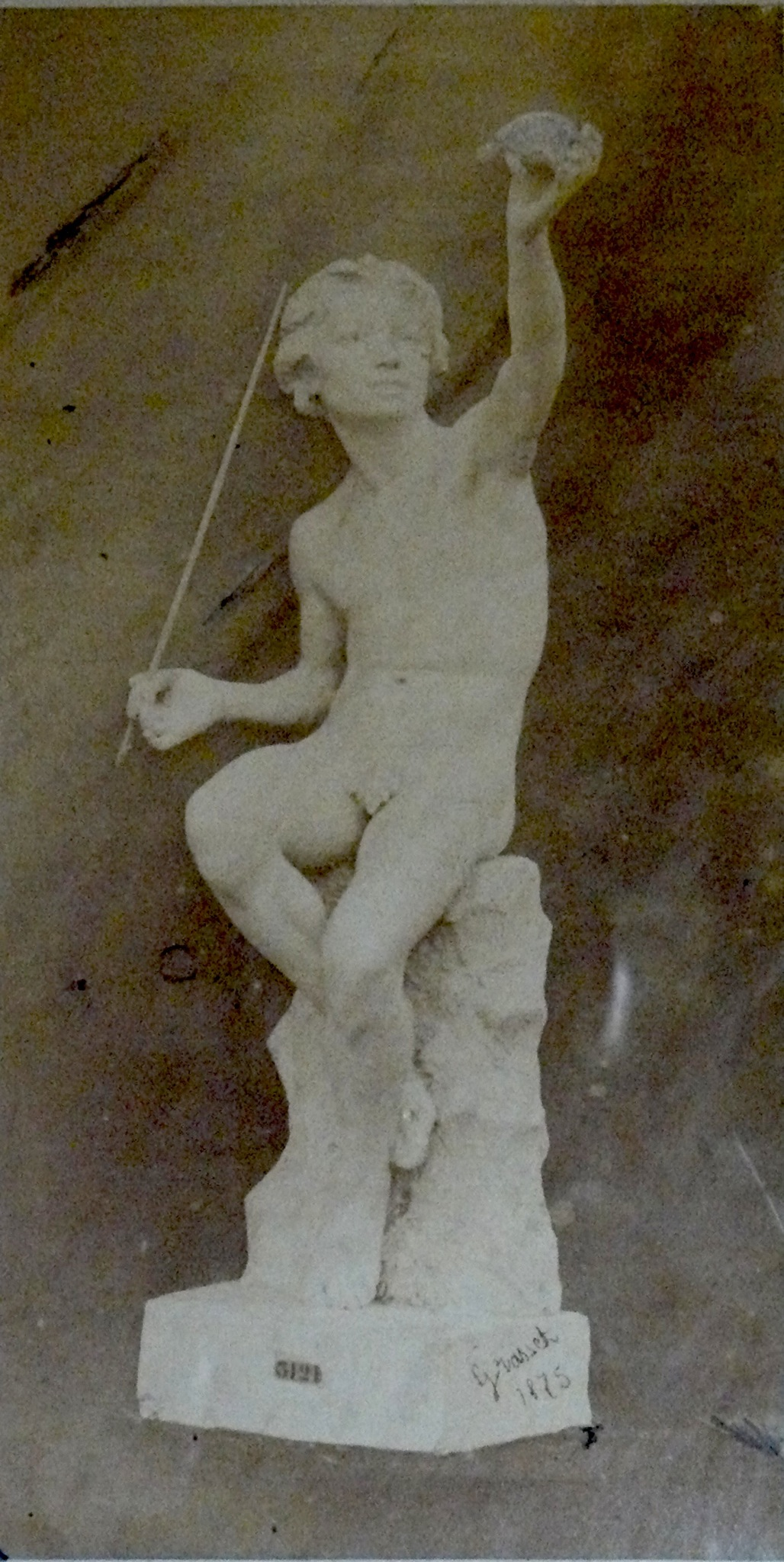
Jeune homme jouant avec une tortue (Salon de 1875).
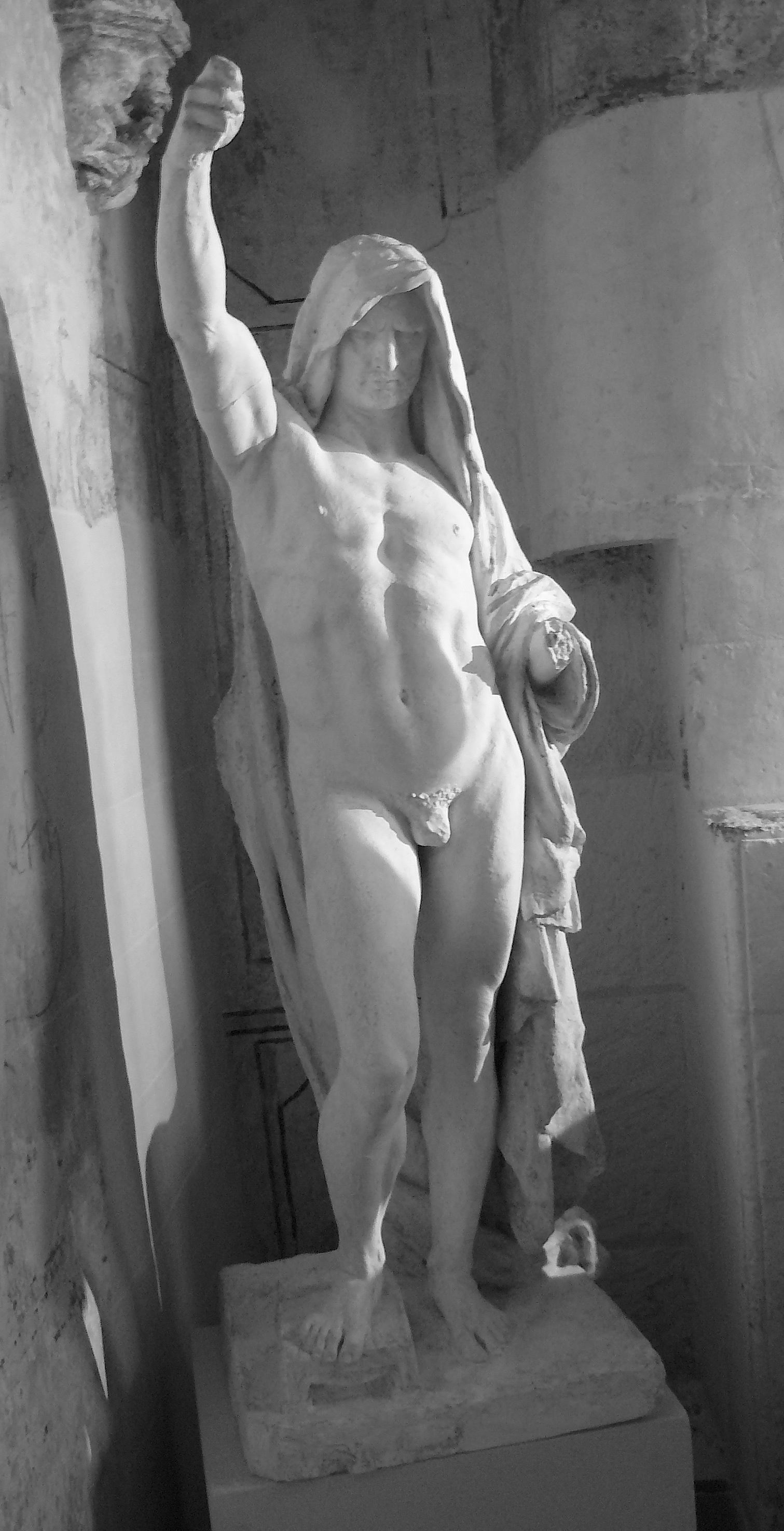
Caton d'Utique, au moment de se donner la mort (1878), Preuilly-sur-Claise.
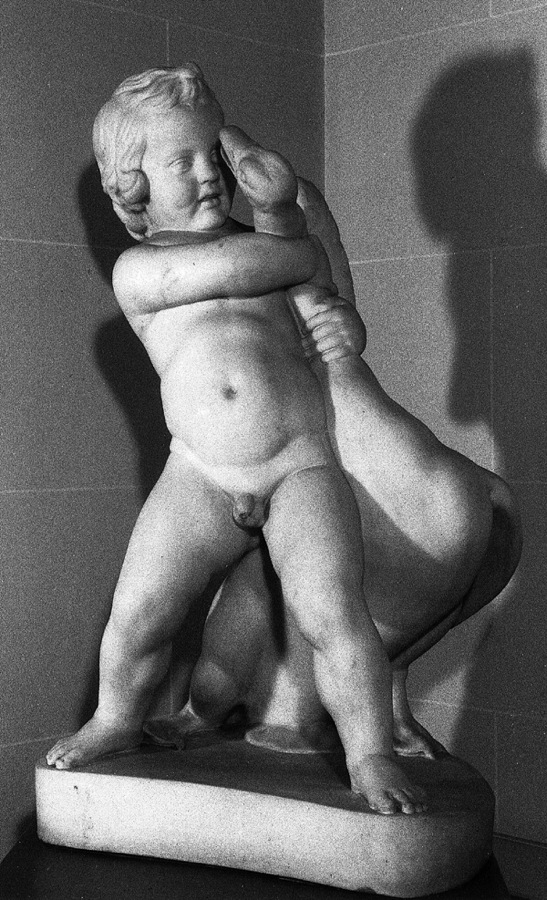
L'Enfant à l'oie (1880), Paris, École nationale supérieure des beaux-arts.
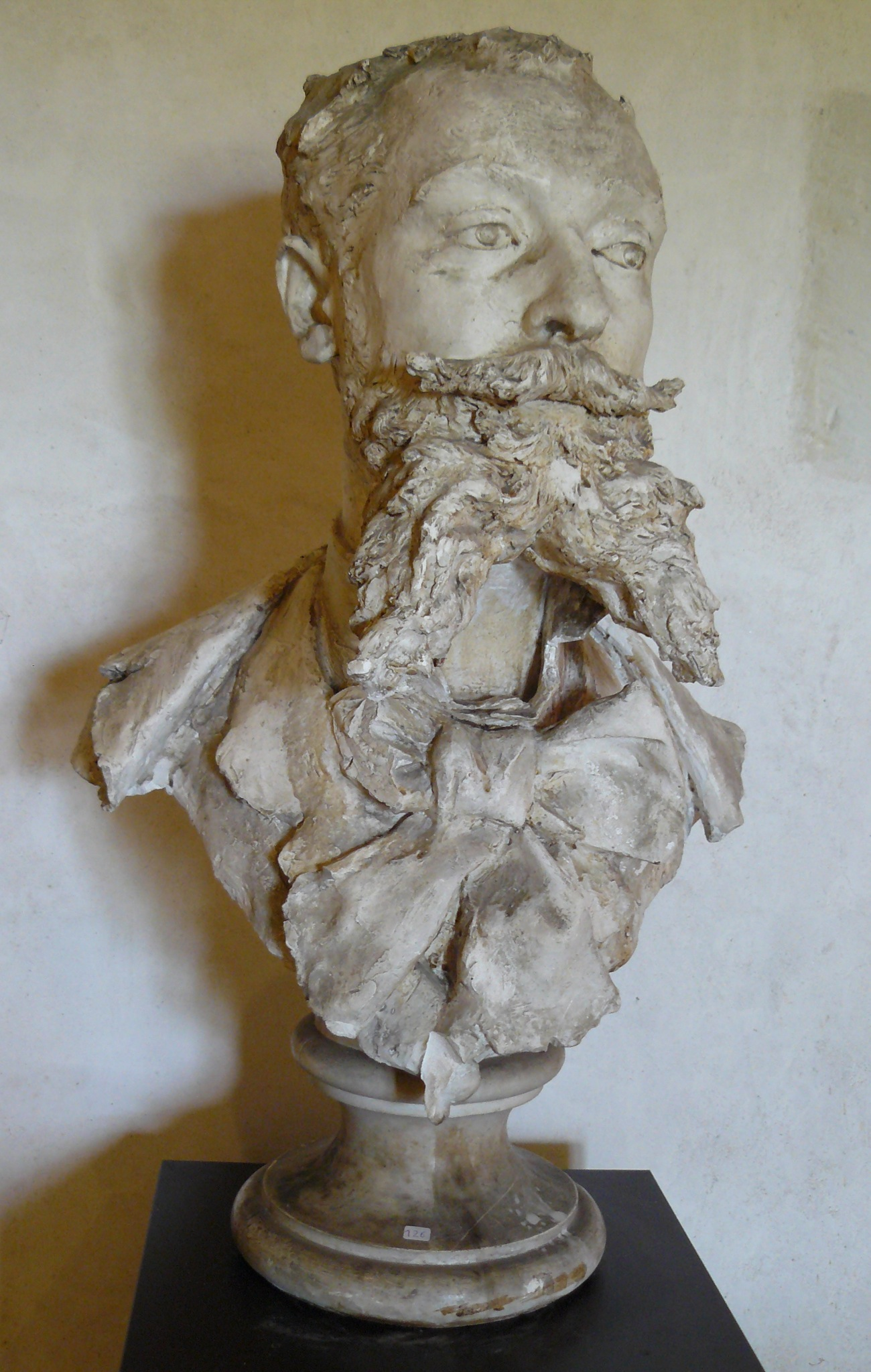
Émile Rabault (1880), version en plâtre, Musée de la Poterne, Preuilly-sur-Claise.
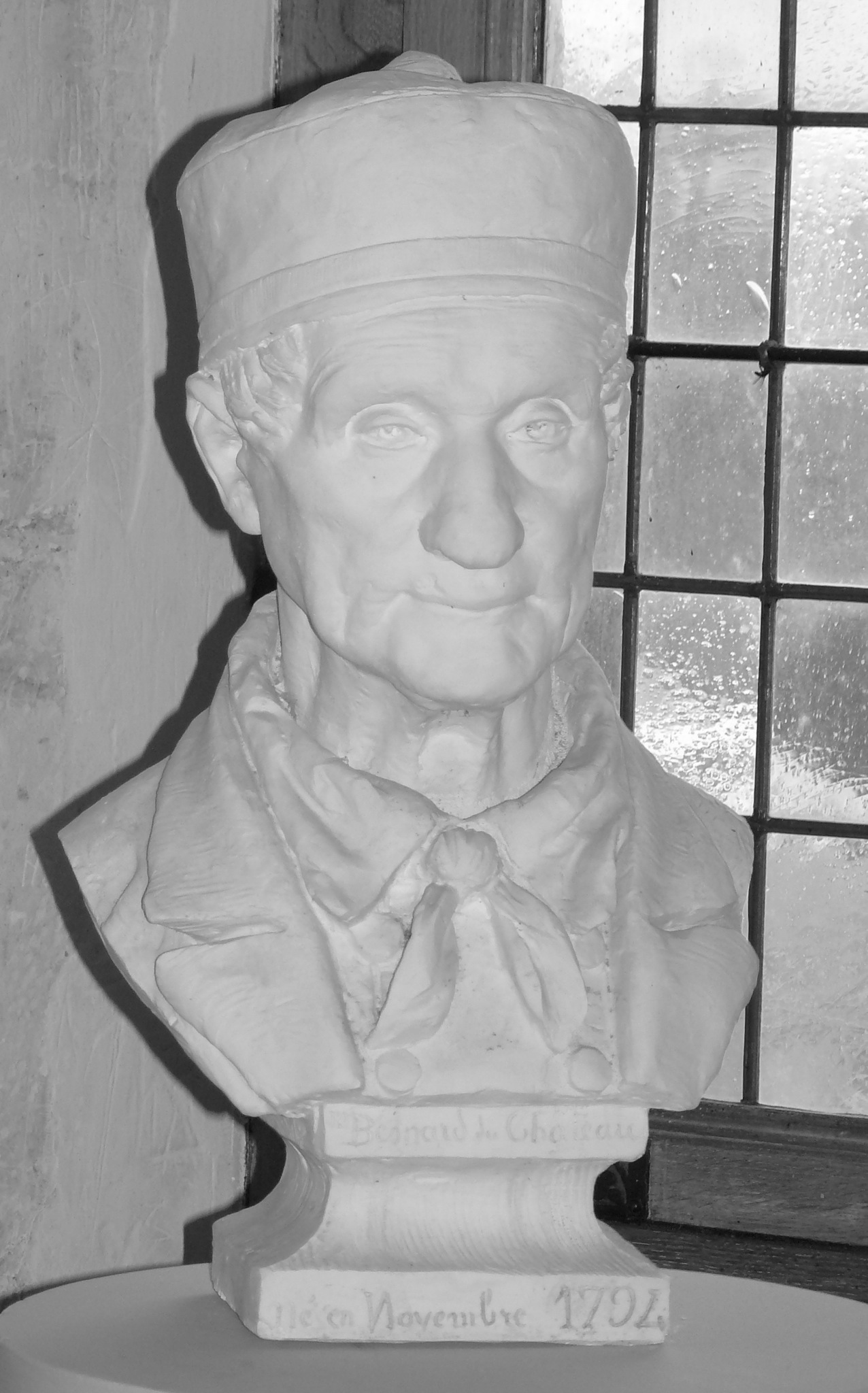
Élie Besnard (1875), collection particulière, Ligueil.

Œuvres attribuées à Edmond Grasset
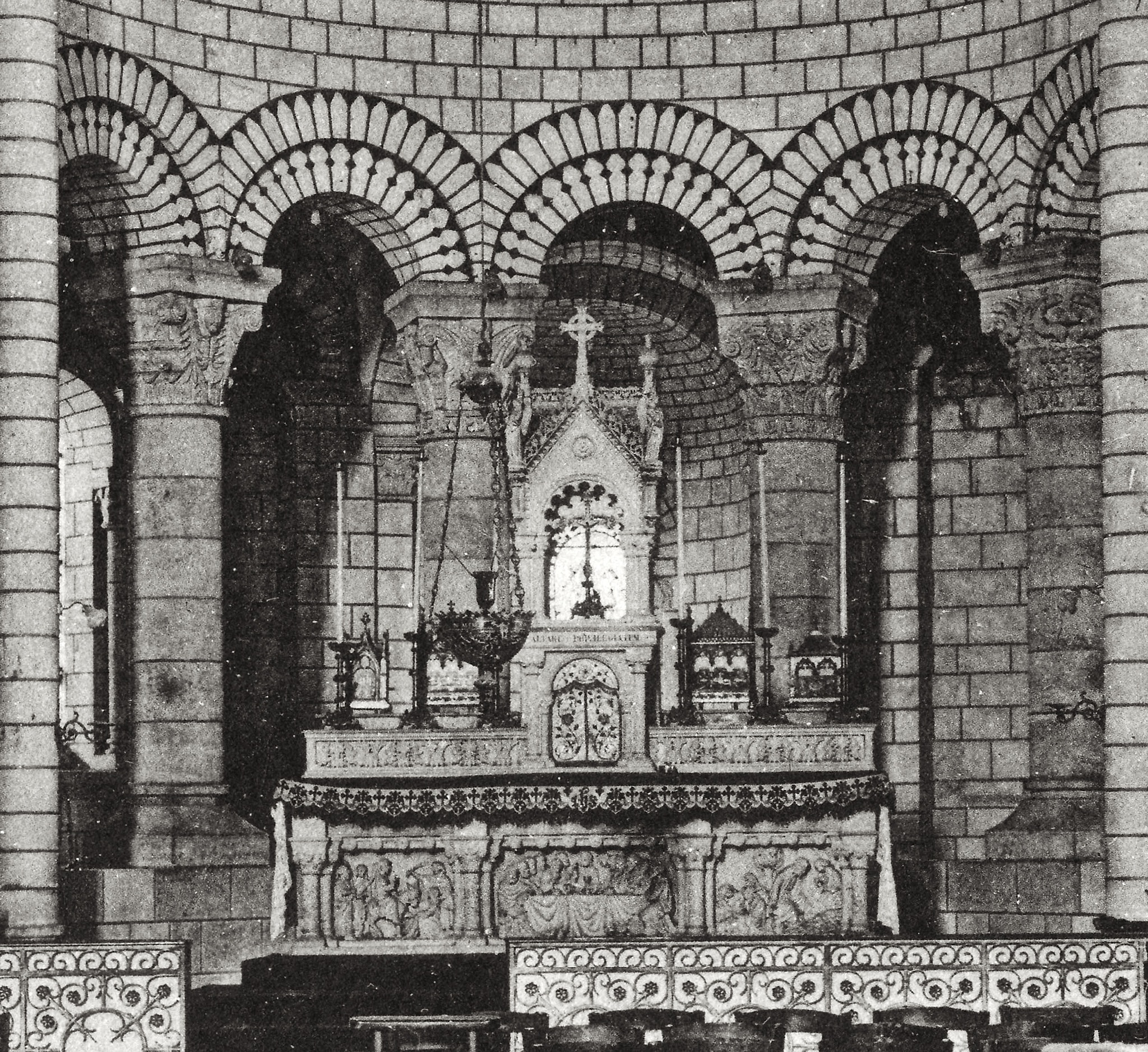
Atelier Grasset, maître-autel de l'église Saint-Pierre de Preuilly-sur-Claise (1868).
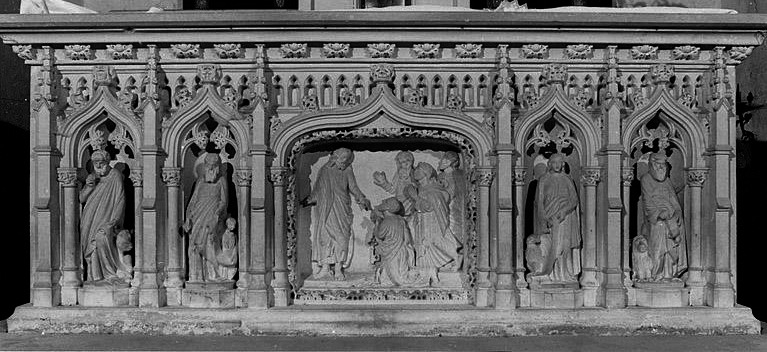
Atelier Grasset, autel de l'église de Bussy.